# Barkat Gourad Hamadou
Barkat Gourad Hamadou (1 de enero de 1930, región de Dikhil, Yibuti-18 de marzo de 2018, París) fue el primer ministro de Yibuti entre el 2 de octubre de 1978 y el 7 de marzo de 2001. Era de la etnia afar.
Tras concluir su carrera política en Yibuti, se convirtió en embajador de Yibuti en el Vaticano en diciembre de 2012.

## Biografía
Hamadou era miembro del grupo étnico Afar y nació en Tew'o, región de Dikhil, en el suroeste de Yibuti. Antes de la independencia de Yibuti, fue miembro del Senado de Francia; fue elegido por primera vez como senador el 26 de septiembre de 1965, y fue reelegido el 22 de septiembre de 1974. Después de que Yibuti se independizó en junio de 1977, Hamadou sirvió en el gobierno como ministro de Salud. El presidente Hassan Gouled Aptidon lo nombró primer ministro el 30 de septiembre de 1978, y su primer gobierno se formó el 2 de octubre de 1978; Además de servir como primer ministro, Hamadou tenía la cartera de Puertos en ese gobierno. 
Hamadou fue el primer candidato en la lista de candidatos del gobernante People's Rally for Progress (RPP) para el Distrito de Yibuti en las elecciones parlamentarias de diciembre de 1992. Después de la elección, Hamadou fue nombrado nuevamente primer ministro por Gouled el 4 de febrero de 1993, con un gobierno compuesto por 18 ministros (incluido Hamadou). En 1994 se firmó un acuerdo de paz con el Frente para la Restauración de la Unidad y la Democracia (FRUD), un grupo rebelde de Afar; Hamadou jugó un papel importante en este acuerdo. Un nuevo gobierno que incluía miembros de FRUD se formó el 8 de junio de 1995. Hamadou siguió siendo primer ministro en este gobierno y además se le asignó la cartera de desarrollo. 
Hamadou fue el primer candidato en la lista de candidatos RPP / FRUD para el Distrito de Yibuti en las elecciones parlamentarias de diciembre de 1997.  Después de esta elección, fue nuevamente nombrado primer ministro, con un gobierno de 17 miembros (incluido Hamadou), el 28 de diciembre de 1997. [11] Después de que Gouled fue sucedido por Ismail Omar Guelleh en mayo de 1999, Hamadou fue retenido como primer ministro. 
La noche del 9 de marzo de 2000, Hamadou fue ingresado en el hospital del ejército francés en Yibuti debido a problemas cardíacos. Luego fue trasladado a París, donde fue hospitalizado desde marzo de 2000 hasta octubre de 2000. Aunque fue reelegido como vicepresidente del RPP a principios de 2001, posteriormente presentó su renuncia como primer ministro al presidente Guelleh el 6 de febrero de 2001 debido a mala salud. Guelleh aceptó la renuncia, y Dadoita Mohamed Dileita sucedió a Hamadou el 7 de marzo de 2001. Más tarde, Hamadou renunció como vicepresidente del RPP debido a su salud y fue reemplazado por Dileita el 3 de julio de 2003. 
Hamadou murió el 18 de marzo de 2018 en París, con 88 años.